# 拉穆爾縣 (北達科他州)
拉穆爾县（英語：LaMoure County）是位於美國北達科他州東南部的一個縣。面積2,981平方公里。根據美國2000年人口普查，共有人口4,701人。縣治拉穆爾 （LaMoure）。
成立於1873年1月4日，縣政府成立於1881年10月22日。縣名紀念達科他準州議員、州參議員賈德森·拉穆爾 （Judson LaMoure）。